# フューチャー・ショック (ギランのアルバム)
『フューチャー・ショック』（Future Shock）は、イギリスのハードロック・バンド、ギランが1981年に発表した4作目のスタジオ・アルバム。

## 背景
「ニューオリンズ」はゲイリー・U.S.ボンズのシングル・ヒット曲のカヴァーである。バーニー・トーメ在籍時としては最後のアルバムだが、次作『ダブル・トラブル』（1981年、スタジオ・アルバムとライブ・アルバムを抱き合わせた2枚組LP）にも、トーメを含むラインナップのライブ音源が収録された。

## 反響
全英アルバムチャートでは13週トップ100入りし、ギランのアルバムとしては最高の2位を記録した。本作からの先行シングル「ニューオリンズ」は全英シングルチャートで17位に達し、続く「ノー・ラーフィング・イン・ヘヴン」は31位を記録した。
スウェーデンでは1981年6月5日付のアルバム・チャートで45位となり、ギランのソロ・プロジェクトのアルバムとしては、『チャイルド・イン・タイム』（1976年、イアン・ギラン・バンド名義）以来5年ぶりに同国でチャート入りした。

## 収録曲
特記なき楽曲はイアン・ギラン、バーニー・トーメ、ジョン・マッコイの共作。
1. フューチャー・ショック - "Future Shock" - 3:08
2. ナイト・ライド・アウト・オブ・フェニックス - "Night Ride Out of Phoenix" (Ian Gillan, Colin Towns) - 5:06
3. ザ・ルシタニア・エクスプレス - "(The Ballad of) The Lucitania Express" - 3:11
4. ノー・ラーフィング・イン・ヘヴン - "No Laughing in Heaven" (I. Gillan, Bernie Tormé, C. Towns. John McCoy, Mick Underwood) - 4:58
5. サクレ・ブル - "Sacre Bleu" - 3:04
6. ニューオリンズ - "New Orleans" (Frank Guida, Joseph Royster) - 2:38
7. バイト・ザ・ブリット - "Bite the Bullet" (I. Gillan, C. Towns) - 4:51
8. イフ・アイ・シング・ソフトリー - "If I Sing Softly" - 6:12
9. ドント・ウォント・ザ・トゥルース - "Don't Want the Truth" - 5:42
10. フォー・ユア・ドリームス - "For Your Dreams" (I. Gillan, C. Towns) - 5:03

### 1989年再発CDボーナス・トラック
1. "One for the Road" (I. Gillan, C. Towns) - 2:59
  - 4曲入りEP「No Laughing in Heaven - Lucille」（1981年）より。
2. "Bad News" (I. Gillan, B. Tormé, J. McCoy, M. Underwood) - 3:04
  - 4曲入りEP「No Laughing in Heaven - Lucille」（1981年）より。
3. "Take a Hold of Yourself" (I. Gillan, C. Towns, J. McCoy, M. Underwood) - 4:39
  - シングル「New Orleans」（1981年）のB面曲。
4. "Mutually Assured Destruction (M.A.D.)" (I. Gillan, B. Tormé, C. Towns. J. McCoy, M. Underwood) - 3:09
  - 1981年のシングルA面曲。
5. "The Maelstorm" (I. Gillan, B. Tormé, C. Towns. J. McCoy, M. Underwood) - 5:07
  - シングル「Mutually Assured Destruction」のB面曲。
6. "Trouble" (Jerry Leiber, Mike Stoller) - 2:37
  - 1980年のシングルA面曲。エルヴィス・プレスリーのカヴァー。
7. "Your Sisters on My List" (I. Gillan, C. Towns) - 4:04
  - シングル「Trouble」（1980年）のB面曲。
8. "Handles on Her Hips" - 2:08
  - シングル「No Easy Way」のB面曲。
9. "Higher and Higher" - 3:41
  - シングル「Sleeping on the Job」（1980年）のB面曲。
10. "I Might as Well Go Home (Mystic)" (I. Gillan, C. Towns) - 2:19
  - シングル「No Easy Way」のB面曲。

### 2007年リマスターCDボーナス・トラック
1. トラブル - "Trouble" (J. Leiber, M. Stoller) - 2:39
2. ユア・シスターズ・オン・マイ・リスト - "Your Sister's on My List" (I. Gillan, C. Towns) - 4:07
3. ミューチャリー・アシュアド・デストラクション - "Mutually Assured Destruction" (I. Gillan, B. Tormé, C. Towns. J. McCoy, M. Underwood) - 3:13
4. メイルストラム - "The Maelstrom" (I. Gillan, B. Tormé, C. Towns. J. McCoy, M. Underwood) - 5:16
5. テイク・ア・ホールド・オブ・ユアセルフ - "Take a Hold of Yourself" (I. Gillan, B. Tormé, C. Towns. M. Underwood) - 4:41
6. ワン・フォー・ザ・ロード - "One for the Road" (I. Gillan, C. Towns) - 3:01
7. ルシール - "Lucille" (Richard Wayne Penniman, Albert Collins) - 2:39
  - シングル「No Laughing in Heaven」（1981年）のB面曲。リトル・リチャードのカヴァー。
8. バッド・ニュース - "Bad News" (I. Gillan, B. Tormé, J. McCoy, M. Underwood) - 3:05

## 参加ミュージシャン
- イアン・ギラン - ボーカル
- バーニー・トーメ（英語版） - ギター
- コリン・タウンズ - キーボード
- ジョン・マッコイ - ベース
- ミック・アンダーウッド - ドラムス